# مونتجومري تولى
مونتجومري تولى (بالإنجليزية: Montgomery Tully)‏ هو كاتب سيناريو ومخرج أيرلندي، ولد في 6 مايو 1904 في دبلن في جمهورية أيرلندا، وتوفي في 10 أكتوبر 1988 في لندن في المملكة المتحدة.

## وصلات خارجية
- مونتجومري تولى على موقع IMDb (الإنجليزية)
- مونتجومري تولى على موقع ألو سيني (الفرنسية)
- مونتجومري تولى على موقع أول موفي (الإنجليزية)
- مونتجومري تولى على موقع قاعدة بيانات الأفلام السويدية (السويدية)
- مونتجومري تولى على موقع قاعدة بيانات الفيلم (الإنجليزية)
- مونتجومري تولى على موقع كينوبويسك (الروسية)